# Norio Ohga
Norio Ohga (大 贺 典 雄) (Numazu, Shizuoka, 29 de janeiro de 1930 – Tóquio, 23 de abril de 2011) foi um empresário japonês.
Noria foi um dos desenvolvedores do CD, no período que foi o presidente da Sony (1982 - 1995).
Em 2000 ele tornou-se semiaposentado, como presidente do conselho da empresa que presidira.